# マシンロボ ムゲンバインAXEL
『マシンロボ ムゲンバインAXEL』（マシンロボ ムゲンバインアクセル）は、難波孝による日本の漫画作品。児童雑誌『てれびくん』（小学館）にて連載された。「マシンロボムゲンバイン」シリーズ第三作。

## 概要
コミカライズ版第三弾。今回は前二作とは一線を離れ、血縁者の主人公ではなく防衛軍隊員の少年を主人公とする。また、シリアスにならないように笑いの要素を取り入れているが、短期連載で終わっている。

## 登場人物
大河 駆【たいが かける】
本編の主人公。赤い頭髪と車輪の様な瞳が特徴。
大河 要【たいが かなめ】
駆の姉。弟と違いストレートの長髪。防衛軍のオペレーター。

### 防衛軍
アークタイガー
防衛軍の最新鋭ムゲンバイン。パトカー、白虎、ハイパーモードに変形する。
インパクトダイル
鰐型ムゲンロイドで、ロボモードに変形する。アークタイガーと合体してドリル戦車になる。
ウイングバット
蝙蝠型ムゲンロイドで、ロボモードに変形する。アークタイガーと合体してヘリコプターになる。
ガードコング
アークタイガーと同種の最新鋭ムゲンバインで、ゴリラ、ハイパーモードに変形する。
ギアトータス
亀型ムゲンロイドで、ロボモードに変形する。ガードコングと合体して戦車になる。
チエノジシ
ターボアニマルフォースの左腕に変形する獅子型メカ。
ツワモノジシ
ターボアニマルフォースの右腕に変形する獅子型メカ。
テッケンゾウ
ターボアニマルフォースの胴体に変形する象型メカ。
トウコンダカ
ターボアニマルフォースの東部に変形する鷹型メカ。普段はテッケンゾウの背中に乗っている。
ターボアニマルフォース
アークタイガー、ガードコング、サーガファルコンと同種の最新鋭ムゲンバインで、チエノジシ、ツワモノジシ、テッケンゾウ、トウコンダカが合体した姿。サイド・バイ・サイド・ローターに変形する。
リードザウルス
アロサウルス型ムゲンロイドで、スペースシャトル、ロボモードに変形する。
リードアニマルフォース
ターボアニマルフォース、リードザウルスが合体した姿。

### ムゲンエジプトシティ
サーガファルコン
アークタイガー、ガードコングと同種の最新鋭ムゲンバインで、隼、ハイパーモードに変形する。
シグスフィンクス
サーガファルコンの相棒で、背中にライオンの頭部が付いている。
サーガシグファルコン
サーガファルコン、シグスフィンクスが合体した姿。
スピットコブラ
蛇型ムゲンロイドで、ロボモードに変形する。
スピットファルコンロボ
サーガファルコン、シグスフィンクス、スピットコブラが合体した姿。

### エネトロン軍団
エネトロン
最初に地球へと襲撃した岩石巨人。分割してムゲンバイン同様の変化をするが、正体はアダムスキー型UFOから巨人を操作するグレイ型宇宙人である。
ムゲンインセクトダブル
エネトロンによって制作された疑似ムゲンバイン。ムゲンゼクターダブルに酷似するが、こちらは七体合体である。頭部の形状が異なる。
インタービートル
ムゲンインセクトダブルに合体するカブトムシ型ムゲンバインで、ティルトローターに変形する。
ジャブスタッグ
ムゲンインセクトダブルに合体するクワガタムシ型ムゲンバインで、ブルドーザーに変形する。
アームドバッタ×2 、アームドバタフライ、アームドカマキリ、アームドテントウ
ムゲンインセクトダブルに合体する飛蝗、蝶、蟷螂、天道虫型メカ。合体時にはアームドバッタが両腕、アームドバタフライ、アームドカマキリが合体して剣、アームドテントウが盾になる。
ダークファラオ
デスエンペラー
ダークファラオの正体。ムゲンエンペラーに酷似するが、頭部の形状が異なる。

### その他
ラッシュロイド
ハンマーとライオンの頭部を模した盾を武装した赤色のムゲンロイド。
クイックロイド
ブーメランと鳥の頭部を模した盾を武装した青色のムゲンロイド。
スパークロイド
銃器と恐竜の頭部を模した盾を武装した緑色のムゲンロイド。
ロイドジェネラル3
ラッシュロイド、クイックロイド、スパークロイドが合体した姿。

### 用語
ムゲンセントラルシティ
最初に設立されたムゲンシティのこと。大河姉弟はここの出身である。
トルネードエンジン
ムゲンエンジンのひとつ。爆発的な回転エネルギーを生み出す。
タイムゲート
ムゲンエネルギーによって空間に現れた次元ゲート。偶発的に発生したが、後に解析され自在に開閉できるようになる。
エネトロンバイン
ムゲンエジプトシテイ
エジプトに作られたムゲンシティの一都市。外観はオリエンタルな未来都市である。
ハバタキエンジン
ムゲンエンジンの一つ。爆発的な飛行能力エネルギーをムゲンロイドに与える。
バインパワー
ムゲンバインの総出力数の意。付け足せば付け足すほど強力になるが、一概に最強になれるとはいかない。数値は以下の通り。
ムゲンロイド、ターボロイド：2000バイン
ムゲンエンジン：3000バイン
バインパーツ、ムゲンボックス：1000バイン